# 鹿菅村
鹿菅村（しかすがむら）は、愛知県宝飯郡にかつてあった村。
現在の豊橋市の一部（瓜郷町・横須賀町・川崎町・清須町・下五井町など）に該当する。

## 歴史
- 1878年（明治11年） - 横須賀村と藪下新田が合併し、津田村となる。
- 1889年（明治22年）10月1日 - 下五井村、清須新田、津田村、瓜郷村が合併し、鹿菅村が発足。
- 1906年（明治39年）7月1日 - 下地町、大村と合併し、下地町が発足。同日鹿菅村は廃止。